# 3-Stunden-Rennen von Monza 1963, 1. Rennen
Das 3-Stunden-Rennen von Monza, auch Monza Grand Touring Grand Prix Lotteria, Monza 3 Hours, war ein GT-Rennen das am 29. Juni 1963 in Monza ausgefahren wurde. Gleichzeitig war das Rennen der 11. Wertungslauf der Sportwagen-Weltmeisterschaft dieses Jahres.

## Das Rennen
Das 3-Stunden-Rennen von Monza war eines der GT-Rennen der Hubraumklassen 1- und 0,7-Liter, das im Rahmen der Sportwagen-Weltmeisterschaft ausgefahren wurde. Am Start waren ausschließlich Rennfahrzeuge der Marke Abarth und bis auf den Schweizer Jacques Calderari nur italienische Fahrer. Das Rennen endete nach 84 Runden mit einem Sieg des Abarth-Werkspiloten Romano Perdomi.

## Ergebnisse

### Schlussklassement
| 1           | GT 1.0 | 14 | Abarth | Romano Perdomi         | Fiat-Abarth 1000 | 84 |
| 2           | GT 1.0 | 10 |        | Gianfranco Rovetto     | Fiat-Abarth 1000 | 84 |
| 3           | GT 1.0 | 19 |        | Jacques Calderari      | Fiat-Abarth 1000 | 84 |
| 4           | GT 1.0 | 18 |        | Domenico Lo Coco       | Fiat-Abarth 1000 | 78 |
| 5           | GT 700 | 4  |        | Girolama Capra         | Fiat-Abarth 700  | 71 |
| 6           | GT 700 | 2  |        | Fulvio Sestelli        | Fiat-Abarth 700  | 70 |
| Ausgefallen |        |    |        |                        |                  |    |
| 7           | GT 1.0 | 15 |        | Anzio Zucchi           | Fiat-Abarth 1000 | 71 |
| 8           | GT 700 | 3  |        | Riccardo Ricci         | Fiat-Abarth 700  | 54 |
| 9           | GT 700 | 5  |        | Gian Battista Mainetti | Fiat-Abarth 700  | 49 |
| 10          | GT 700 | 6  |        | Piero Botalla          | Fiat-Abarth 700  | 1  |

### Nur in der Meldeliste
Hier finden sich Teams, Fahrer und Fahrzeuge, die ursprünglich für das Rennen gemeldet waren, aber aus den unterschiedlichsten Gründen daran nicht teilnahmen.
| Pos. | Klasse | Nr. | Team | Fahrer            | Chassis          |
| ---- | ------ | --- | ---- | ----------------- | ---------------- |
| 11   | GT 700 | 1   |      | Walter Orlando    | Fiat-Abarth 700  |
| 12   | GT 1.0 | 7   |      | Piero Marsiaj     | Fiat-Abarth 1000 |
| 13   | GT 1.0 | 11  |      | Gianni Lado       | Fiat-Abarth 1000 |
| 14   | GT 1.0 | 12  |      | Benedetto Guarini | Fiat-Abarth 100  |
| 15   | GT 1.0 | 16  |      | Antonio Riolo     | Fiat-Abarth 700  |

### Klassensieger
| Klasse | Fahrer         | Fahrzeug         | Platzierung im Gesamtklassement |
| ------ | -------------- | ---------------- | ------------------------------- |
| GT 1.0 | Romano Perdomi | Fiat-Abarth 1000 | Gesamtsieg                      |
| GT 700 | Girolama Capra | Fiat-Abarth 700  | Rang 5                          |

### Renndaten
- Gemeldet: 15
- Gestartet: 10
- Gewertet: 6
- Rennklassen: 2
- Zuschauer: unbekannt
- Wetter am Renntag: kühl und trocken
- Streckenlänge: 5,750 km
- Fahrzeit des Siegerteams: 3:00:00.000 Stunden
- Gesamtrunden des Siegerteams: 84
- Gesamtdistanz des Siegerteams: 481,511 km
- Siegerschnitt: 160,504 km/h
- Pole Position: Romano Perdomi – Fiat-Abarth 1000 (#14) – 2:05,300 = 165,204 km/h
- Schnellste Rennrunde: Romano Perdomi – Fiat-Abarth 1000 (#13) – 2:02,500 = 168,980 km/h
- Rennserie: 11. Lauf zur Sportwagen-Weltmeisterschaft 1963